# Echtes Eisenkraut
Das Echte Eisenkraut (Verbena officinalis), kurz Eisenkraut oder Verbene (von lateinisch verbena) genannt, ist eine Pflanzenart, die zur Gattung der Verbenen (Verbena) gehört. Es ist eine traditionelle Heilpflanze.

## Beschreibung

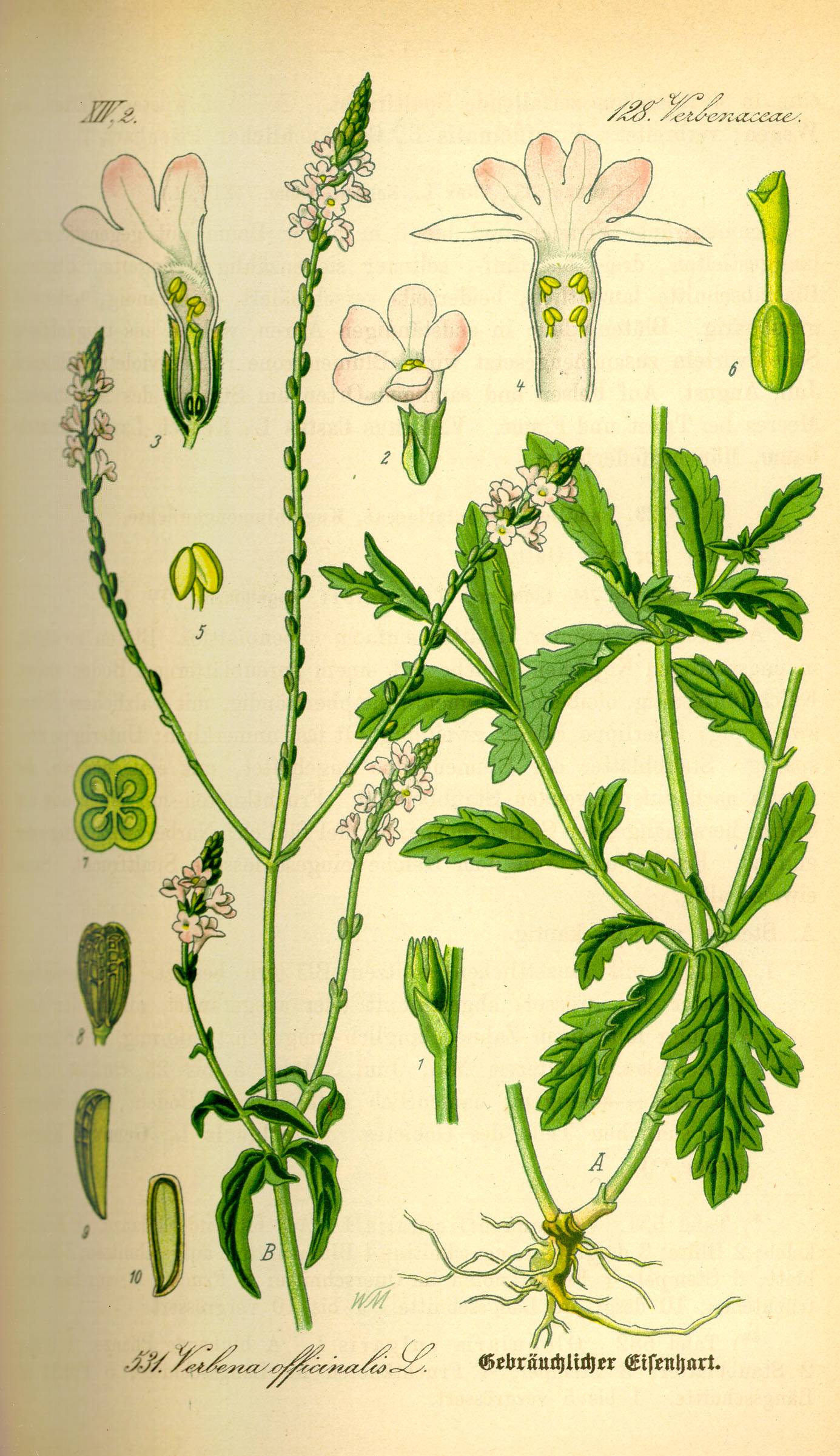
Illustration

### Erscheinungsbild und Laubblatt

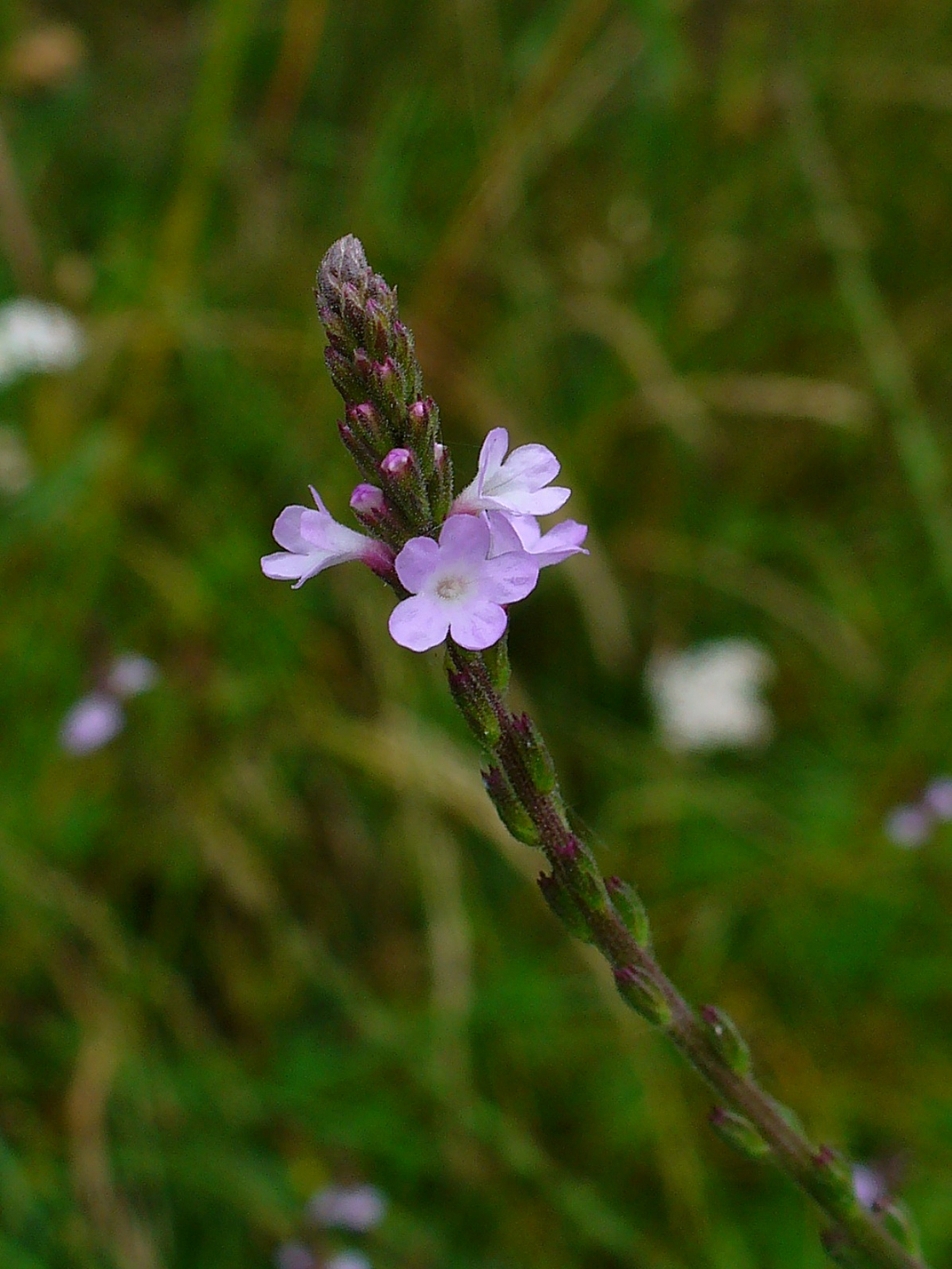
Ausschnitt eines Blütenstandes mit zygomorphen Blüten.

Das Echte Eisenkraut wächst als sommergrüne, seltener einjährige bis meist kurzlebig ausdauernde krautige Pflanze, die Wuchshöhen von 20 bis 75 cm erreicht. Der aufrechte, verzweigte Stängel ist vierkantig und flaumig behaart bis fast kahl. Die Laubblätter sind gegenständig am Stängel verteilt angeordnet. Die Blattspreite verschmälert sich zu einem 3 bis 40 Millimeter langen Blattstiel. Die 2 bis 8 Zentimeter lange und 1 bis 5 Zentimeter breite, eiförmige, verkehrt-eiförmige oder längliche Blattspreite ist besonders auf den Blattadern auf der Blattunterseite rau behaart. Die Blattspreite ist grob gezähnt, gelappt bis manchmal tief fiederspaltig.

### Generative Merkmale
In Thyrsen stehen schlanke, reichblütige, ährige Teilblütenstände zusammen. Die Tragblätter sind so lang wie der Kelch.
Die relativ kleinen, zwittrigen Blüten sind zygomorph und fünfzählig mit doppelter Blütenhülle. Die fünf 1 bis 4 Millimeter langen Kelchblätter sind verwachsen und drüsig flaumig behaart. Die fünf weißlichen bis rötlichen, hellvioletten bis bläulichen, flaumigbehaarten Kronblätter sind zu einer (2 bis) meist 4 bis 8 mm langen Kronröhre verwachsen, der Kronsaum ist zweilippig und präsentiertellerförmig. Es sind vier fertile Staubblätter, zwei längere und zwei kürzere, vorhanden. Die Staubfäden sind sehr kurz. Der Fruchtknoten ist oberständig und kahl. Der Griffel ist kurz, die Narbe ist zweilappig.
Die Klausenfrucht zerfällt in vier längliche, 2 mm lange Klausen.

### Phänologie
Die Blütezeit reicht in Mitteleuropa vom Mai bis Oktober, oder bis zum ersten Frost. Die Früchte reifen zwischen Juli und Oktober.

### Chromosomenzahl
Die Chromosomenzahl beträgt 2n = 14.

## Ökologie

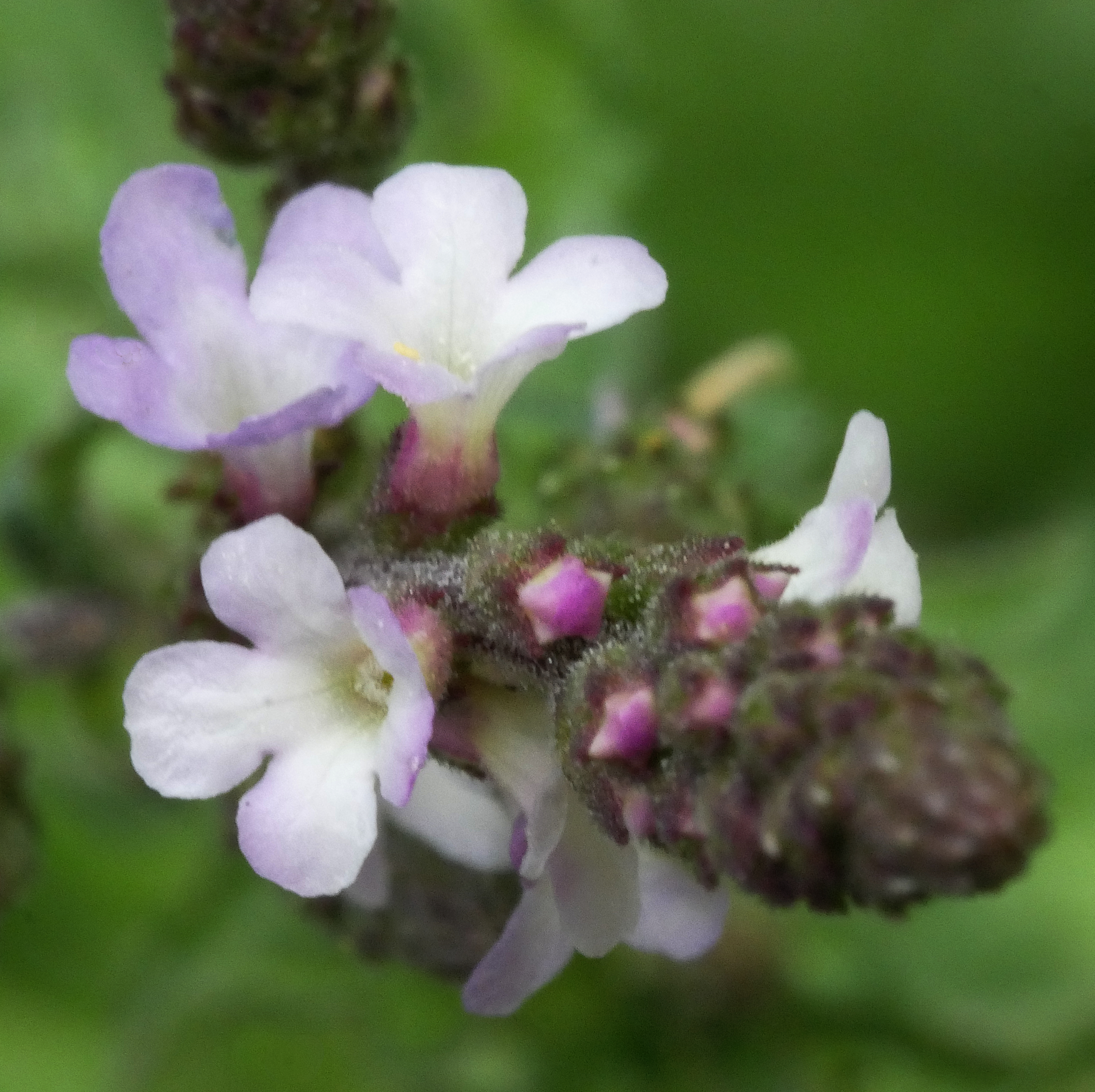
Blüte

Das Echte Eisenkraut ist eine Halbrosettenpflanze, die mit spindelförmiger, verzweigter Wurzel bis 60 cm tief im Boden sitzt.
Die Blüten sind homogame „Lippenblumen“. Nektar wird vom Diskus in der Blüte abgesondert und von einem Haarring verdeckt. Die Pollen-Entleerung erfolgt von 7 bis 12 (selten bis 14) Uhr. Die Blüten werden von Bienen bestäubt. Auch eine Selbstbestäubung ist erfolgreich.
Der schräg aufrecht stehende Kelch umschließt die Klausen, dient als Windfang und fällt zur Reife mit diesen ab. Das Echte Eisenkraut ist damit ein Wind- und Tierstreuer; auch Klebausbreitung und Menschenausbreitung sind möglich. Durch Trittausbreitung wird das Echte Eisenkraut zum Kulturrelikt.

## Vorkommen
Das Echte Eisenkraut kommt ursprünglich hauptsächlich in gemäßigten Gebieten von Eurasien, Afrika und Australien vor. In Europa fehlt es ursprünglich in Großbritannien, Irland, Schweden, Norwegen und Finnland. In Großbritannien, Irland, vielen Staaten der USA, einigen Ländern Mittel- und Südamerikas ist es eingebürgert bzw. ein Neophyt.
Das Eisenkraut schätzt sonnige, geschützte Lagen mit mäßig nährstoffreichen und schwach sauren, sandigen Lehm- und Ton-Böden und hat im Sommer einen hohen Wasserbedarf. Sie ist eine unauffällige, aber ausdauernde Pflanze und wächst gerne an Wegen, Hecken und Schuttplätzen.
Die ökologischen Zeigerwerte nach Landolt et al. 2010 sind in der Schweiz: Feuchtezahl F = 3w (mäßig feucht aber mäßig wechselnd), Lichtzahl L = 4 (hell), Reaktionszahl R = 3 (schwach sauer bis neutral), Temperaturzahl T = 3+ (unter-montan und ober-kollin), Nährstoffzahl N = 4 (nährstoffreich), Kontinentalitätszahl K = 4 (subozeanisch bis subkontinental).
Das Echte Eisenkraut ist eine Charakterart der Klasse Kriechstraußgras-Rasen und Flutrasen (Agrostietea stoloniferae). Es kommt aber auch in Gesellschaften der Verbände Polygonion avicularis oder Arction lappae vor.
Es ist in Mitteleuropa ein Alteinwanderer (Archäophyt): Als Kulturbegleiter bzw. als Kulturrelikt ist es seit der Jungsteinzeit z. B. in der Nähe von menschlichen Siedlungen bzw. von Burgen nachweisbar. In den Allgäuer Alpen steigt es bis zu einer Höhenlage von 1100 Metern auf. In Südtirol erreicht es sogar 1200 Meter, im Kanton Graubünden 1450 Meter und im Kanton Wallis 1500 Meter Meereshöhe.

## Systematik
Die Erstveröffentlichung von Verbena officinalis erfolgte 1753 durch Carl von Linné in Species Plantarum. Ein Synonym für Verbena officinalis L. ist Verbena setosa M.Martens & Galeotti.
Es werden zwei Varietäten unterschieden:
- Verbena officinalis var. africana (R.Fern. & Verdc.) Munir: Sie kommt im westlichen Mittelmeergebiet und vom nordöstlichen tropischen Afrika bis zum südlichen Afrika und bis Australien vor. In Neuseeland ist sie ein Neophyt.[11]
- Verbena officinalis var. officinalis: Sie kommt ursprünglich in den gemäßigten und subtropischen Zonen Europas, Asiens, Australiens und Afrikas vor und ist in Nord-, Mittel- und Südamerika sowie in Neuseeland ein Neophyt.[12]

## Etymologie, namentliche Verwechslung
Neben den oben bereits genannten deutschen Namen Echtes Eisenkraut, Eisenkraut (von mittelhochdeutsch īsenkrūt) und Verbene sind folgende deutsche Bezeichnungen für Verbena officinalis bekannt: Eisenbart, Heiligenkraut, Katzenblutkraut, Sagenkraut, Taubenkraut, Wunschkraut.
Mit verbena, (meist pl.: verbenae) bezeichneten die alten Römer Zweige von Lorbeer-, Öl- und Myrtenbaum, Zypresse und Tamariske, die als heilig galten und welche bei Zeremonien und in der Medizin verwendet wurden.
Vom Namen her wird das Echte Eisenkraut (Verbena officinalis) häufig mit dem ebenfalls zur Familie der Eisenkrautgewächse zählenden Zitronenverbene (Aloysia citrodora, Syn.: Verbena citrodora, Verbena fragrans, Verbena triphylla) verwechselt. Diese wird im Handel häufig unter den irreführenden Bezeichnungen „Eisenkraut duftend“ oder „Wohlriechendes Eisenkraut“ angeboten. Eine Unterscheidung ist bereits durch Geruch und Geschmack möglich. Während die Zitronenverbene intensiv nach Zitrone duftet und schmeckt, riecht das Echte Eisenkraut eher unauffällig bzw. schwach pfefferminzartig. Der Geschmack des Echten Eisenkrauts ist bitter und herb. Im Zusammenhang mit Teegenuss (und mit Genuss überhaupt) ist mit dem Begriff Eisenkraut bzw. Verbena meist die Zitronenverbene gemeint. So auch bei der in arabischen Ländern verbreiteten Tee-Mischung „verveine menthe“. Laut Hermann Fischer kommt auch Verbena supina L. als „Eisenkraut“ in Betracht.

## Weitere Illustrationen

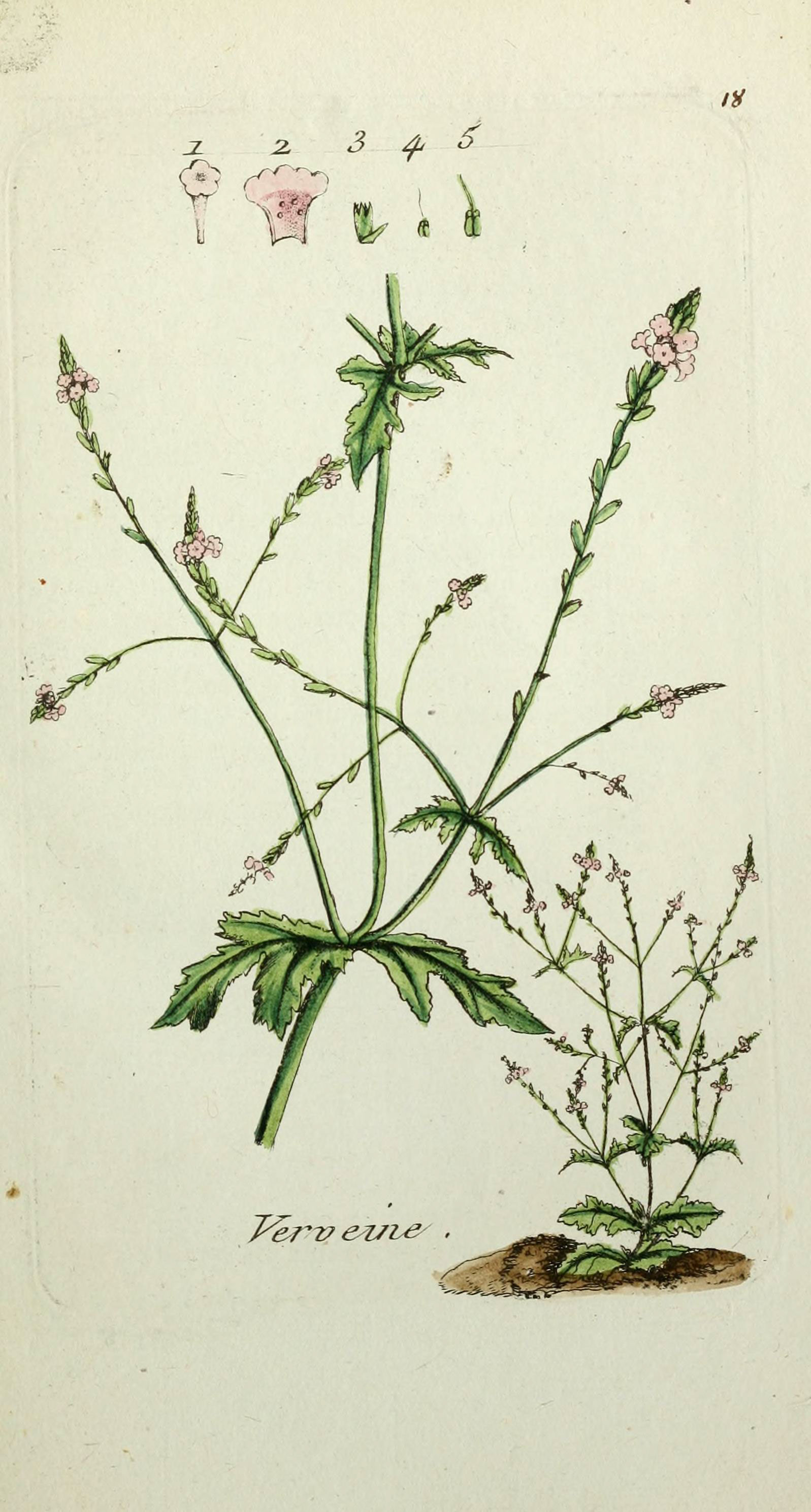
Illustration aus der Flora Parisiensis
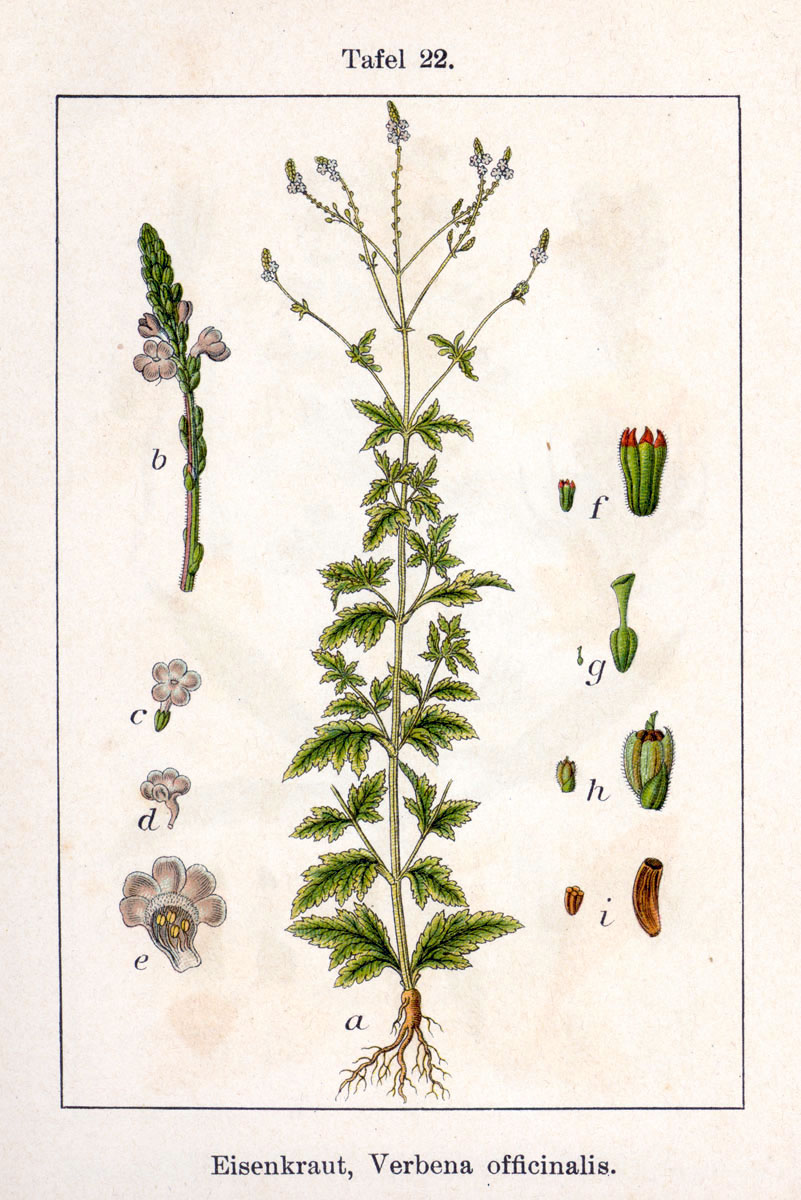
Illustration von Jacob Sturm
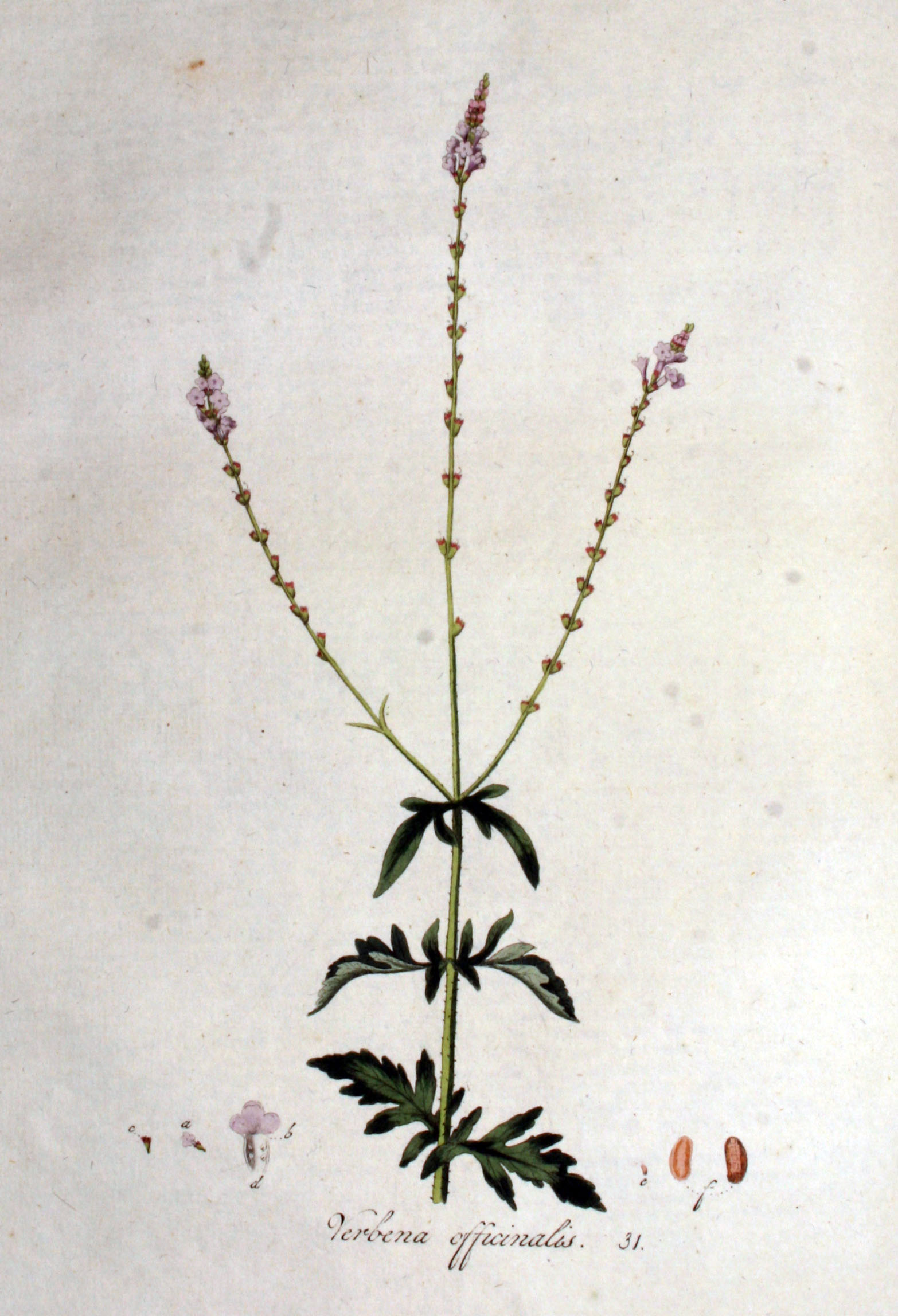
Illustration aus der Flora Batava
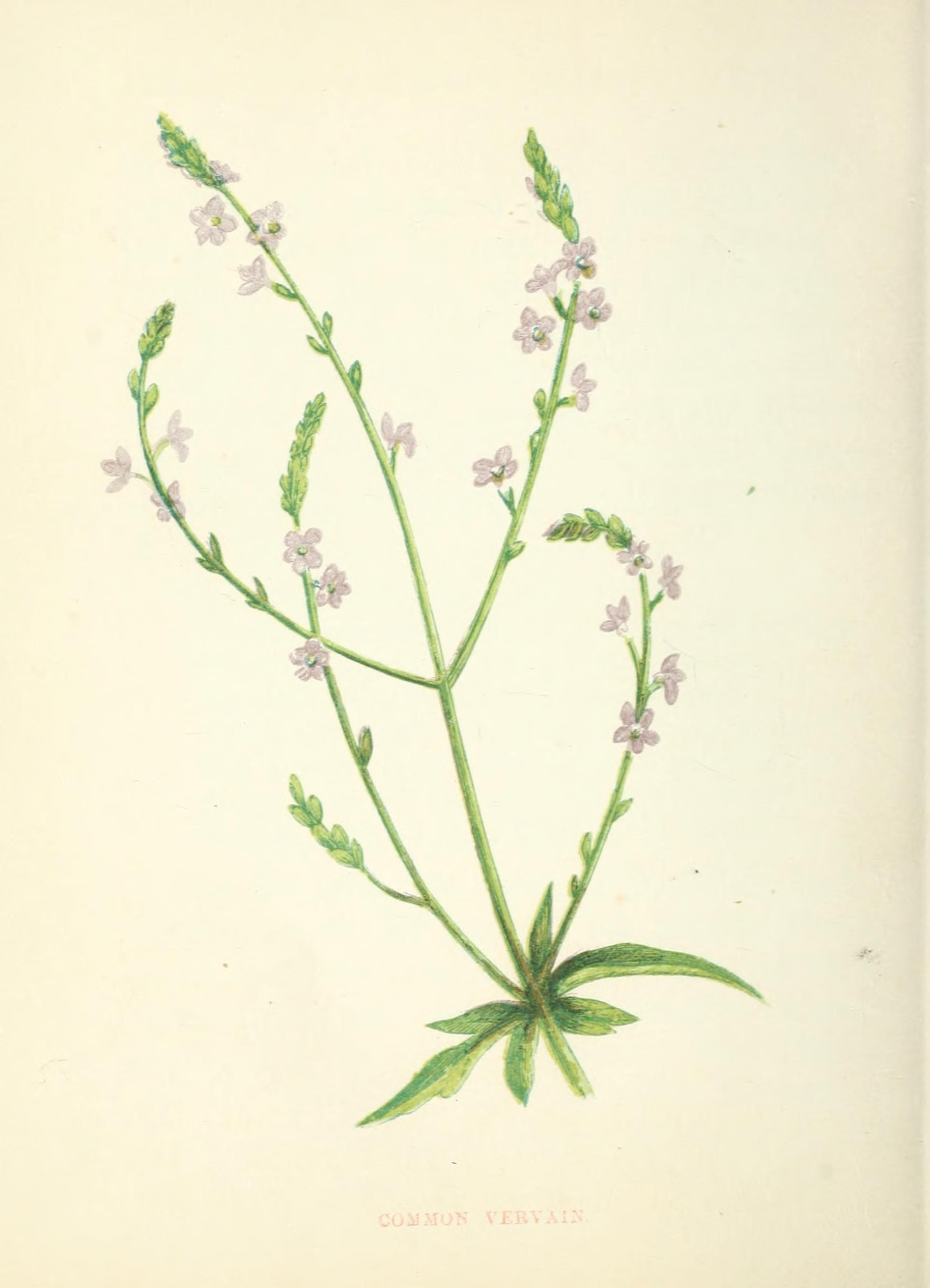
Illustration von Anne Pratt

## Verwendung als Heilpflanze

Strukturformel von Verbenalin

Strukturformel von Verbascosid

Das Echte Eisenkraut hat in der Pflanzenheilkunde, etwa als Eisenkrautsaft, eine Tradition, die bis ins Altertum zurückreicht. Es wurden ihm insbesondere harntreibende, Gallenfluss anregende und antirheumatische Wirkungen nachgesagt.
Als Inhaltsstoffe des Echten Eisenkrauts konnten u. a. nachgewiesen werden:
- Iridoid-Glykoside: Verbenalin (Cornin)[21], Hastatosid[21][22], Aucubin und in geringeren Mengen 3,4-Dihydroverbenalin
- Kaffeesäurederivate/Phenylpropanoide: Verbascosid (Acteosid)[23], Eukovosid, Martynosid
- Flavonoide: Glycoside von Luteolin[21], Apigenin[21], Scutellarein und 6-Hydroxyluteolin, sowie Artemitin, Sorbifolin, Pedalitin, Nepetin (Eupafolin)
- Phytosterine: β-Sitosterol[24]
- Triterpene:[24] Ursolsäure, Oleanolsäure, 3-epi-Ursolsäure, 3-epi-Oleanolsäure

Die Hauptkomponenten zur Blütezeit sind in absteigender Reihenfolge Verbenalin, Verbascosid, Hastatosid, Scutellarin und Isoverbascosid.
Das Echte Eisenkraut besitzt antioxidative, antibakterielle, antimykotische, entzündungshemmende, lokal schmerzstillende, antikonvulsive, anxiolytische, beruhigende, schlaffördernde, neuroprotektive, antidepressive, kardiovaskuläre, antiproliferative und antitumorale, wundheilende und gastroprotektive Eigenschaften.
Die schlaffördernden, neuroprotektiven sowie antikonvulsiven, anxiolytischen und beruhigenden Wirkungen des Echten Eisenkrauts wurden durch neuere Untersuchungen untermauert. Dabei wurde die schlaffördernde Wirkung auf die Iridoid-Glykoside Verbenalin und Hastatosid zurückgeführt.
Trotz mehrfacher pharmakologischer Untersuchungen aller bekannten Inhaltsstoffe konnte eine eindeutige pharmazeutische Wirkung der früher häufig zu „zauberischen Zwecken“ eingesetzten und unter anderem als sacra herba bezeichneten Pflanze nicht gesichert nachgewiesen werden. Deshalb werden Eisenkrautpräparate heute, wenn überhaupt, nur noch in der Volksmedizin eingesetzt.
Von der Kommission E wurde 1990 die therapeutische Anwendung von Verbenae herba, bestehend aus den oberirdischen Teilen von Verbena officinalis L., sowie dessen Zubereitungen wegen der nicht belegten Wirksamkeit nicht befürwortet. Dabei wurden die folgenden bekannten Anwendungsgebiete berücksichtigt:
- Beschwerden im Bereich der Mund- und Rachenschleimhaut wie Angina, Halsschmerzen
- Erkrankungen der Atemwege wie Husten, Asthma, Keuchhusten
- Schmerzen, Krämpfen, Erschöpfungszuständen, nervösen Störungen
- Verdauungsstörungen
- Leber- und Gallenerkrankungen, Gelbsucht
- Erkrankungen und Beschwerden im Bereich der Niere und ableitenden Harnwege
- Beschwerden im Klimakterium, unregelmäßiger Periode
- Förderung der Milchsekretion bei Stillenden
- Rheumatischen Erkrankungen, Gicht, Stoffwechselstörungen
- Blutarmut („Bleichsucht“)
- Ödeme („Wassersucht“)
- Äußerlich bei schlecht heilenden Wunden, Geschwüren und Brandwunden

Auf Grund der sekretolytischen Wirkung ist laut der Kommission E ein positiver Beitrag zur Wirksamkeit von fixen Kombinationen bei Katarrhen der oberen Luftwege denkbar.
Das Echte Eisenkraut ist Bestandteil von pflanzlichen Kombinationspräparaten. Beispielsweise wird es zusammen mit anderen Drogen in Form des Fertigpräparats Sinupret bei akuten und chronischen Nasennebenhöhlenentzündungen eingesetzt.
Eisenkrauttee und -öle gelten als wehenauslösendes Mittel.

## Eisenkraut als kulturelles Symbol
Das Eisenkraut ist seit frühester Zeit kultisch verwendet worden. Bereits in indogermanischen Zeremonien wurde das Eisenkraut genutzt, um Opfersteine oder Altartische zu reinigen. Im alten Ägypten wurde die Träne der Isis genannte Pflanze in Zeremonien eingesetzt. Im antiken Griechenland war sie der Göttin der Morgenröte Eos Erigineia zugeordnet. Im antiken Rom war sie laut Plinius die berühmteste Pflanze der römischen Flora (Herba sacra), von der stets ein Bündel auf dem Altar des Jupiters lag.
In Wales trägt das Eisenkraut den Namen Devil’s bane („Teufelsfluch“).
Auch der Name Eisenkraut (mittelhochdeutsch īsenkrūt) selbst lässt sich auf die kultische Verwendung dieser Pflanze zurückführen: Sie sollte das beste Mittel gegen Verwundungen durch Eisenwaffen sein, und sie wurde bei der Eisenverhüttung zugesetzt.
Besonders in Südeuropa war das Eisenkraut im Aberglauben tief verwurzelt. Noch im Mittelalter war das Kraut Bestandteil von Beschwörungszeremonien.

## Geschichte
Dioskurides und Plinius unterschieden ein „aufrechtes Peristerion“ und ein „zurückgebogenes Peristerion“. Diese wurden von den Vätern der Botanik als Echtes Eisenkraut („aufrechtes Peristerion – Eisenkraut Männlein“), lateinisch auch Verbena genannt, und als Weg-Rauke („zurückgebogenes Peristerion – Eisenkraut Weiblein“) gedeutet.
Beiden Arten wurden die gleichen Wirkungen zugeschrieben: Vertreiben von Schmerzen der Gebärmutter, Heilung von Hauterkrankungen und von Wunden, von Gelbsucht, Dreitagefieber und Viertagefieber sowie von den Folgen von Schlangen- und Hundebissen.
Plinius berichtete davon, dass das Eisenkraut zeremoniell geerntet wurde: dass man es beim Aufgang des Hundes einsammeln müsse und zwar so, dass es weder der Mond noch die Sonne sehe und nachdem man vorher der Erde zur Sühne Waben und Honig dargebracht habe, dass man es, nachdem man mit Eisen einen Kreis um es gezogen, mit der linken Hand ausgraben und in die Höhe heben müsse, dass man die Blätter, den Stängel und die Wurzel gesondert im Schatten trocknen solle.
Plinius berichtete auch ausführlich von der kultischen Verwendung der Pflanze bei Römern und Galliern.
In altdeutschen Handschriften ist häufig ein Eisenkrauttraktat belegt.

### Historische Abbildungen

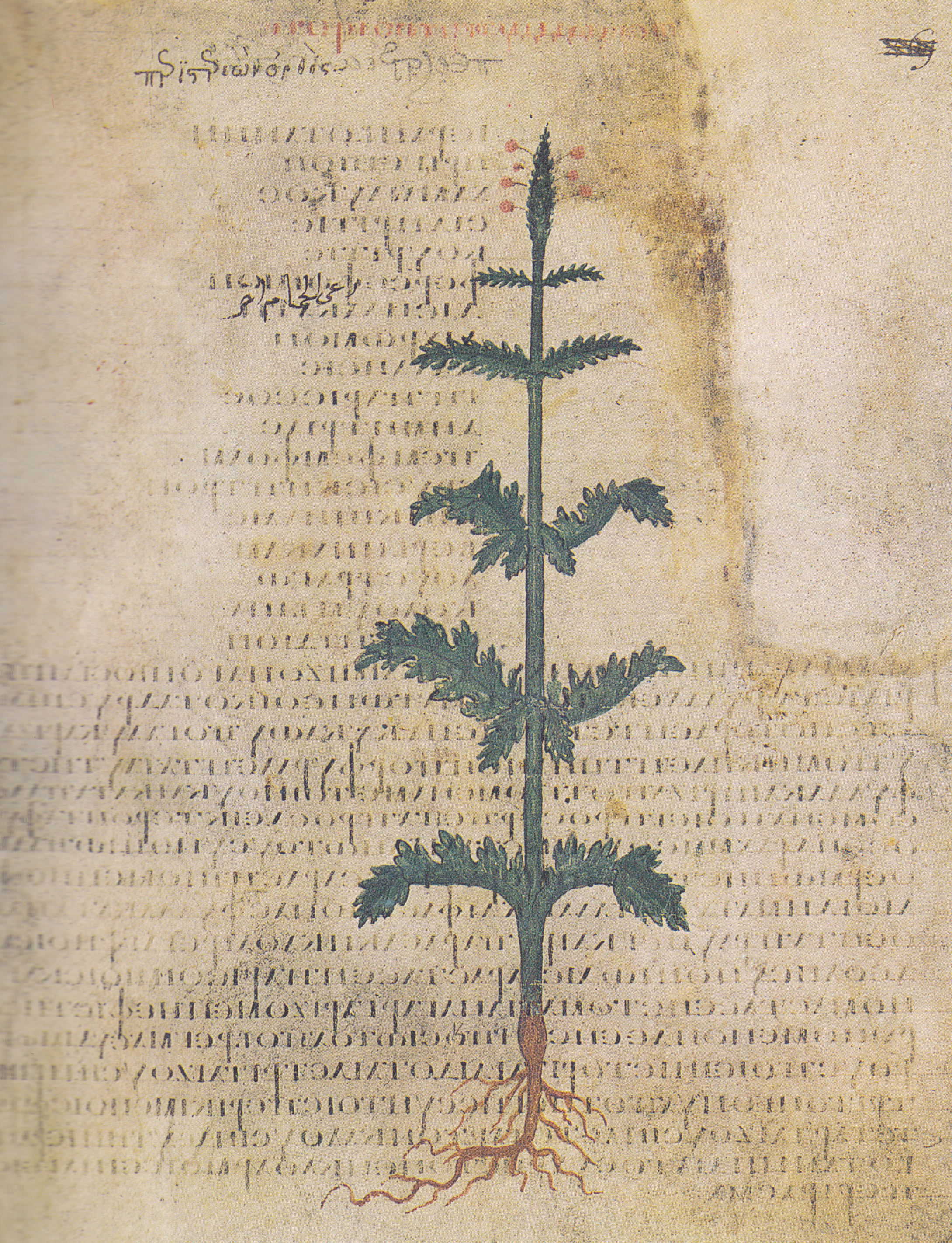
Wiener Dioskurides  6. Jahrhundert
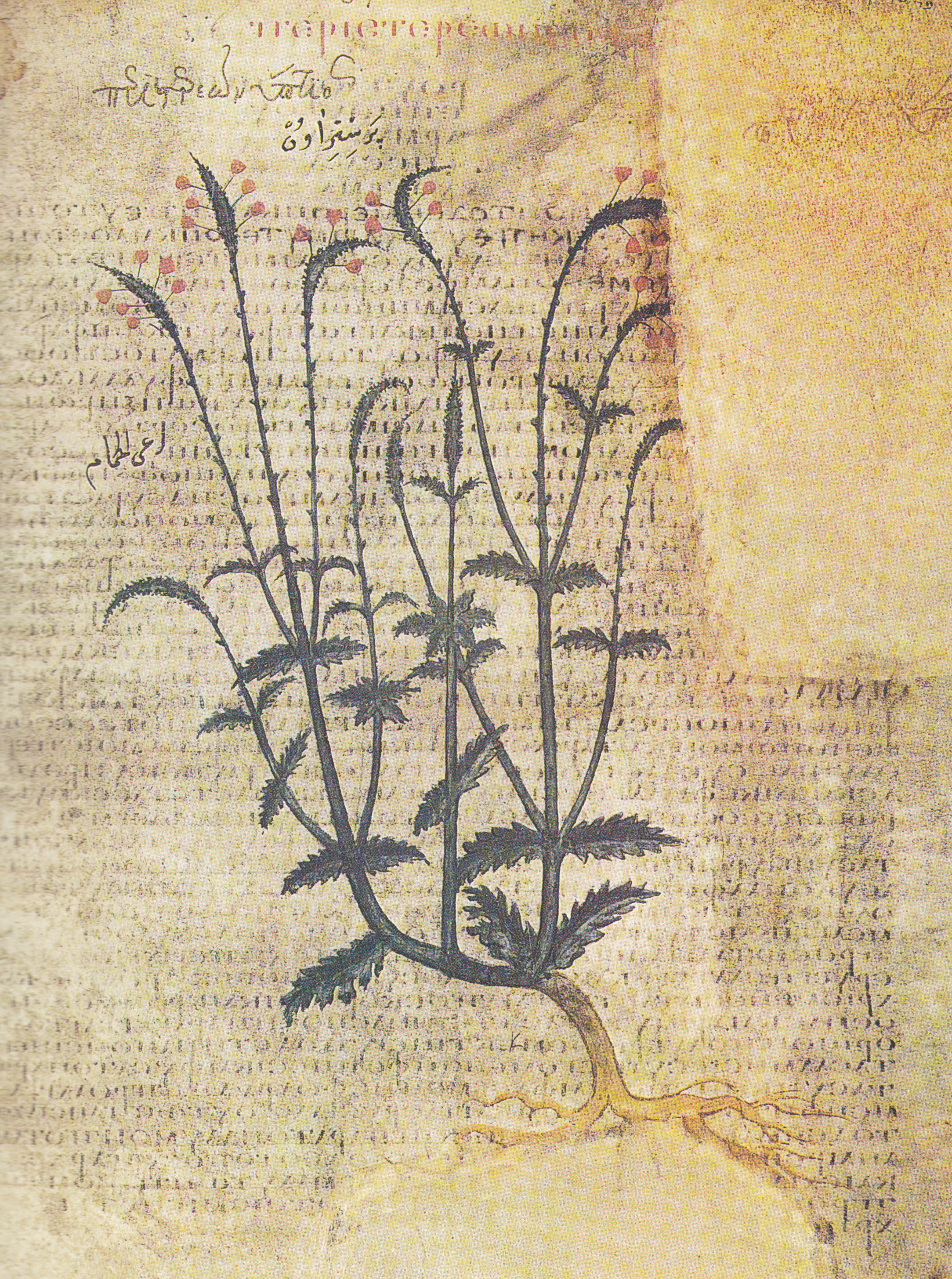
Wiener Dioskurides  6. Jahrhundert
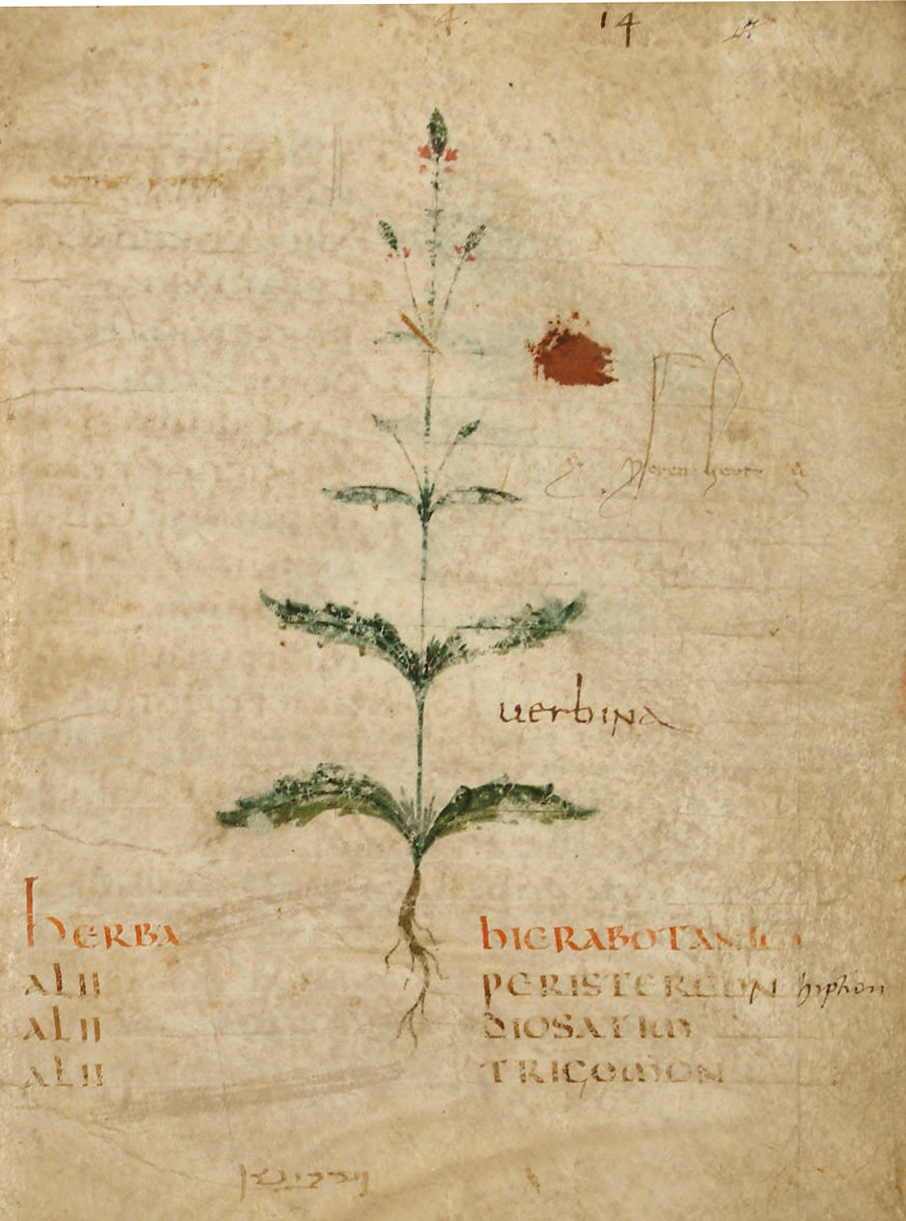
Pseudo-Apuleius Leiden 6. Jahrhundert
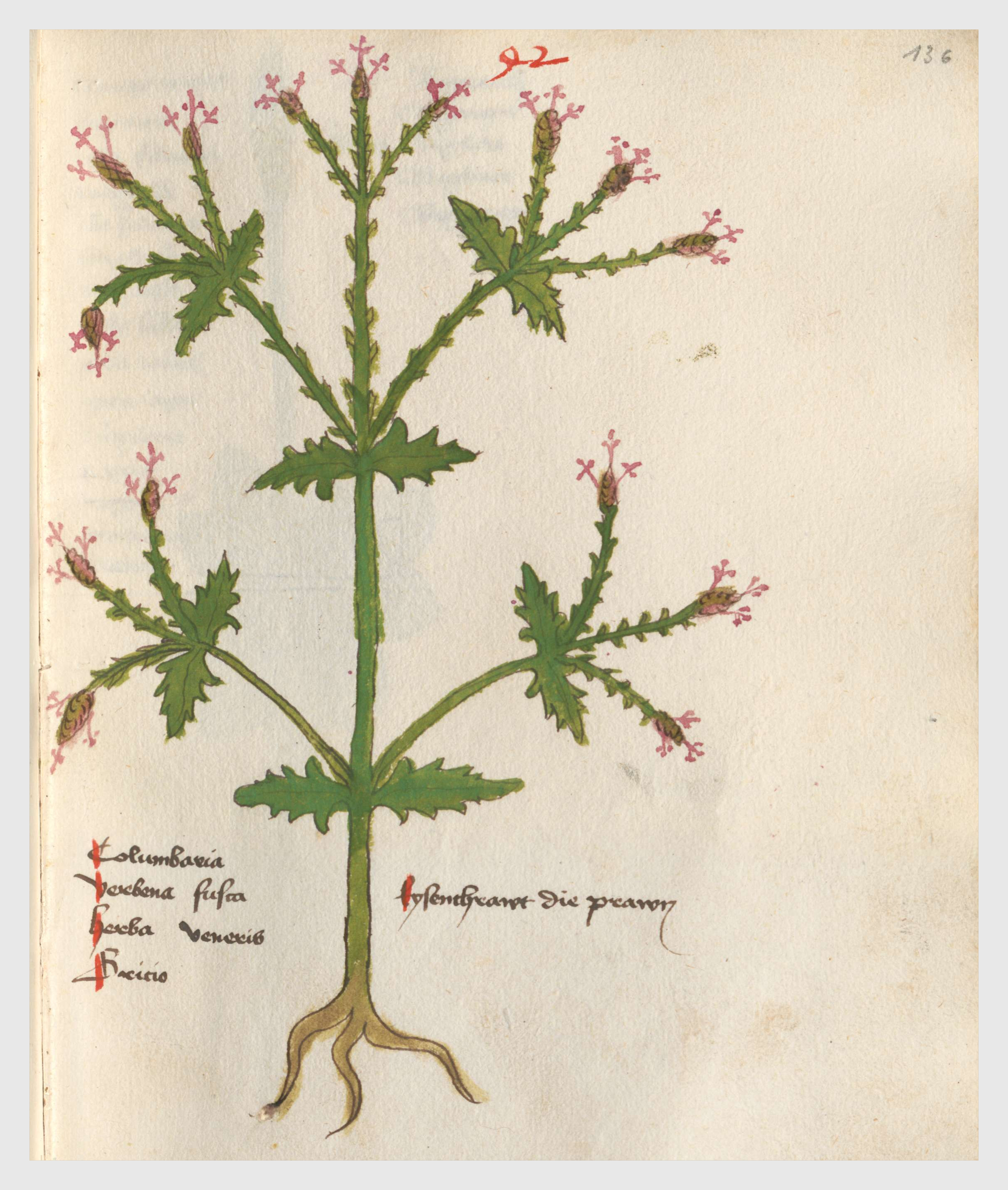
Vitus Auslasser 1479
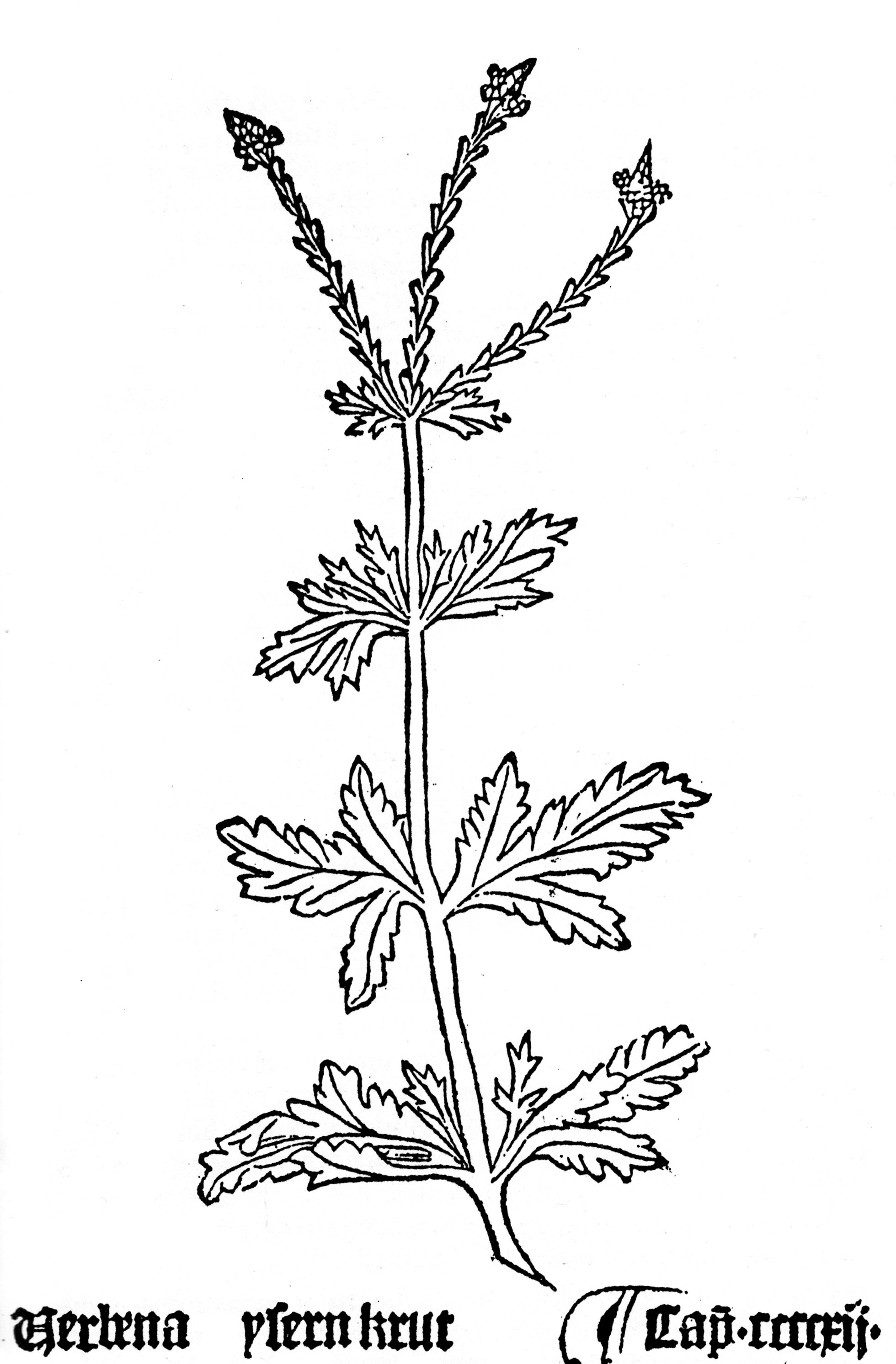
Gart der Gesundheit
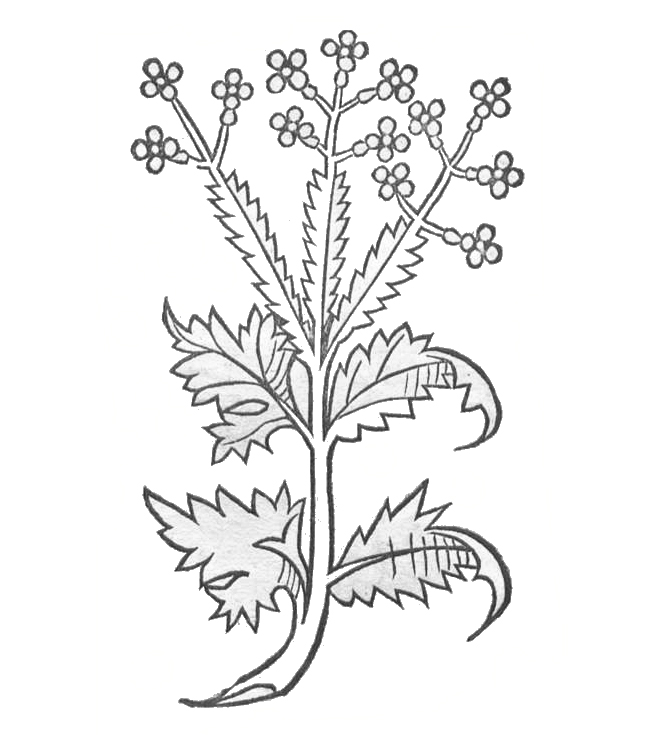
Hortus sanitatis 1491
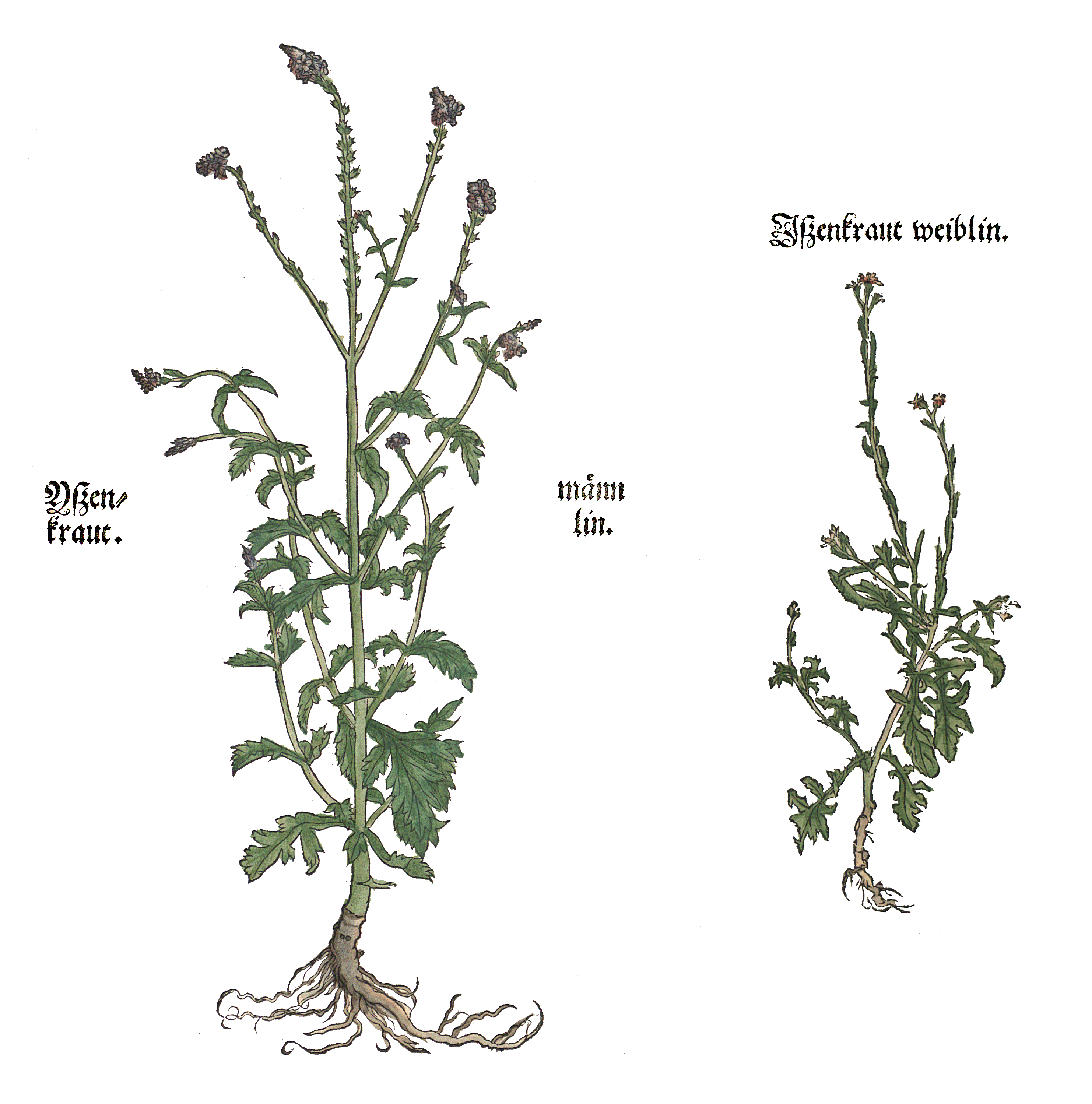
Otto Brunfels 1532[55] (das "Jyßenkraut weiblin" könnte auch die Weg-Rauke sein wie sich auf einer kommentierten Version erkennen lässt[56])
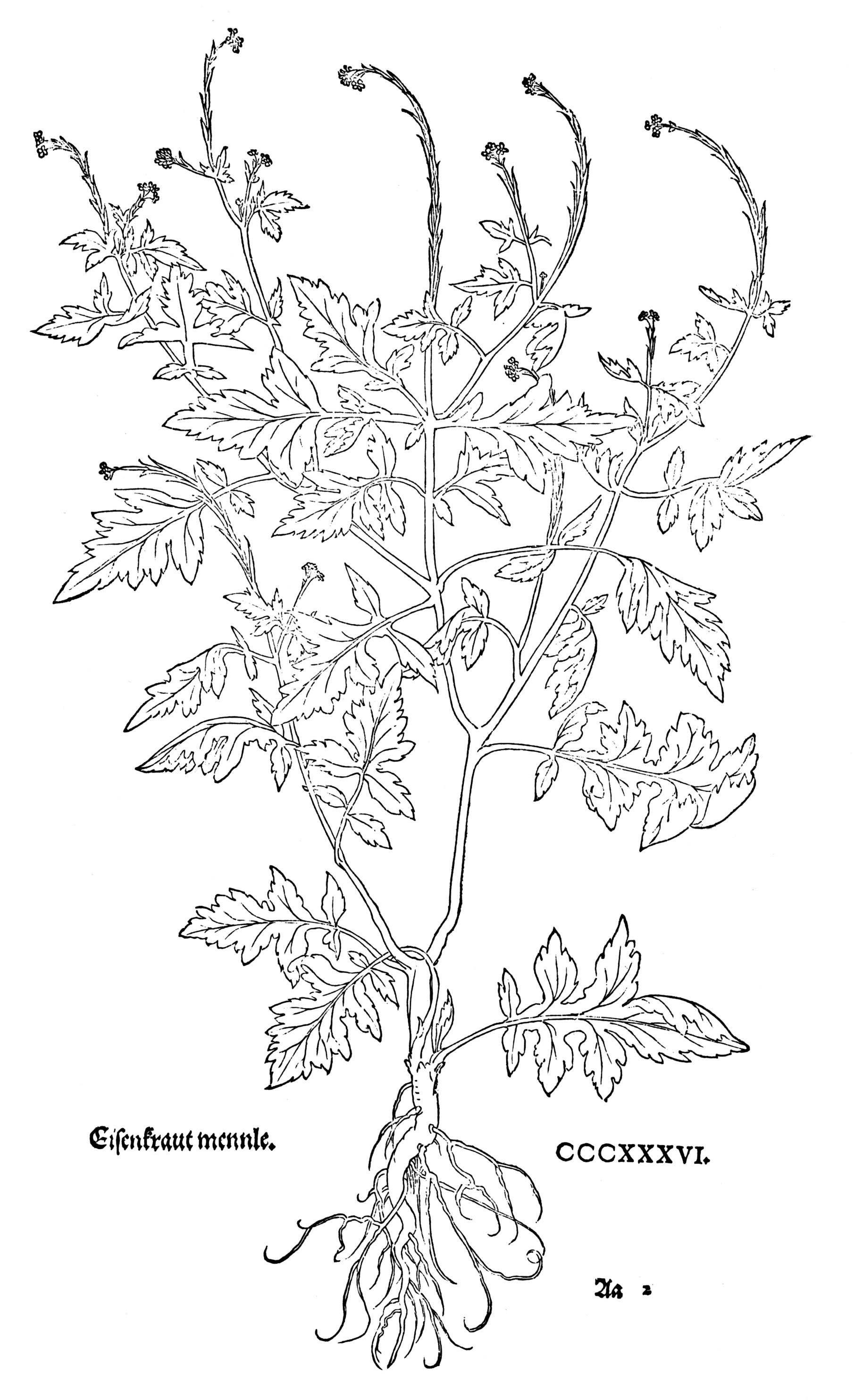
Leonhart Fuchs 1543
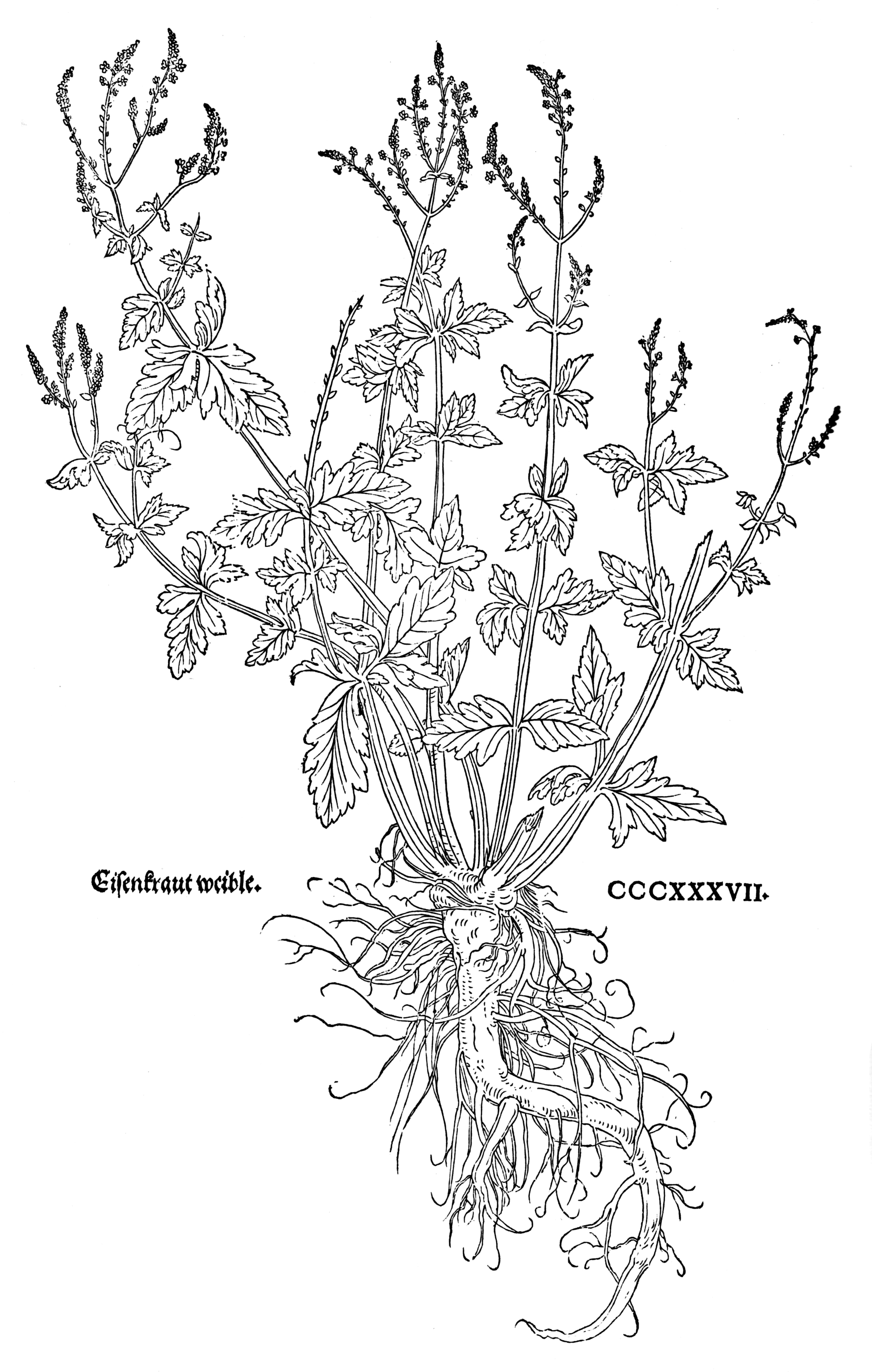
Leonhart Fuchs 1543